# Steven Holl

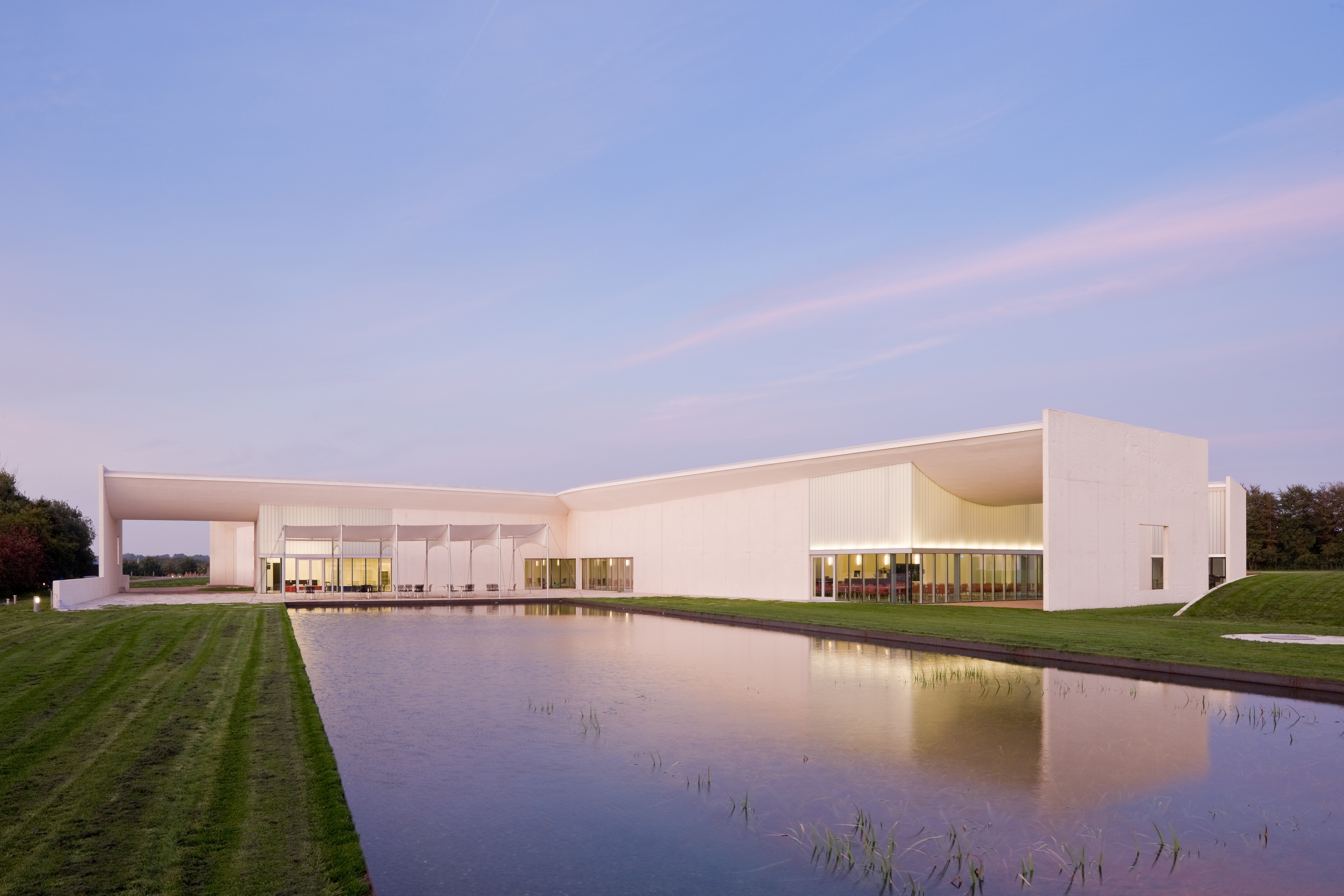
Herning Kunstmuseum i Herning i Danmark

Steven Holl, född 9 december 1947 i Bremerton, Washington, är en amerikansk arkitekt. 
Steven Holl utbildade sig till arkitekt på Washington University och studerade därefter i Rom i Italien. Han grundade 1976 det egna arkitektkontoret Steven Holl Architects i New York.
Steven Holl har bland annat ritat Museet för nutidskonst, Kiasma i Helsingfors, Finland och HEART Herning Contemporary Art Museum i Herning i Danmark.
Steven Holl fick Alvar Aalto-medaljen 2006.

## Bildgalleri

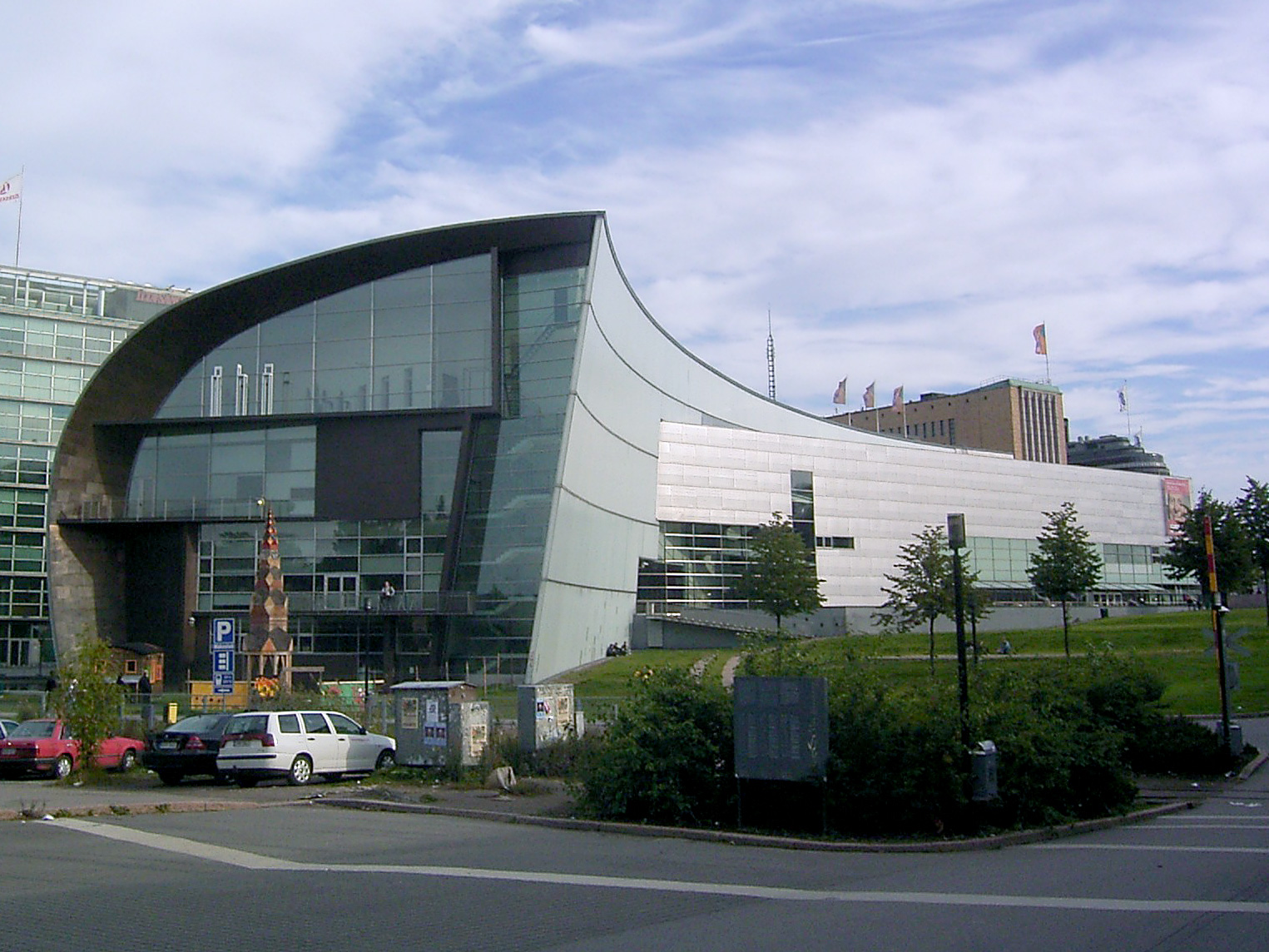
Kiasma i Helsingfors
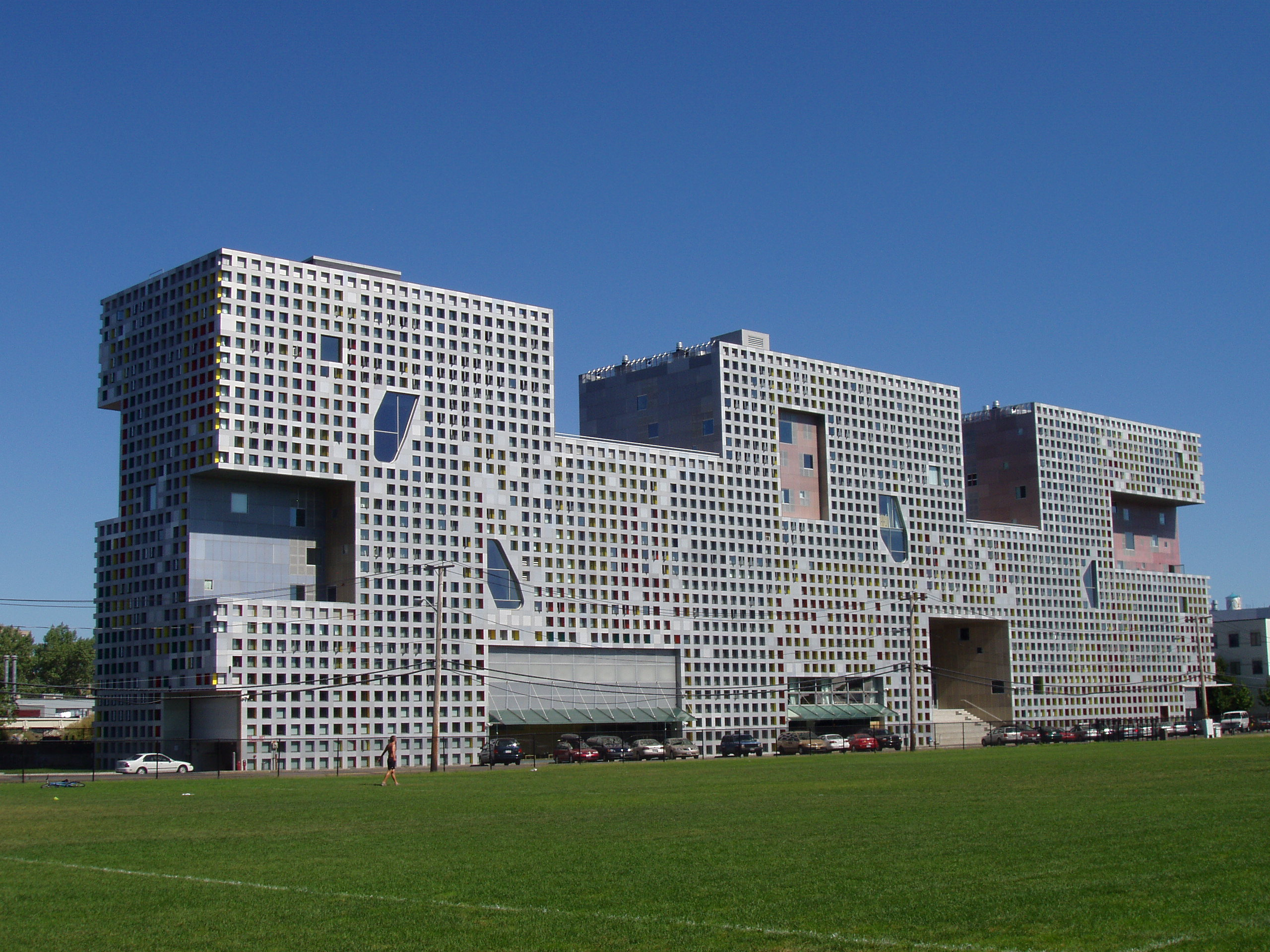
Simmons Hall på MIT i Boston
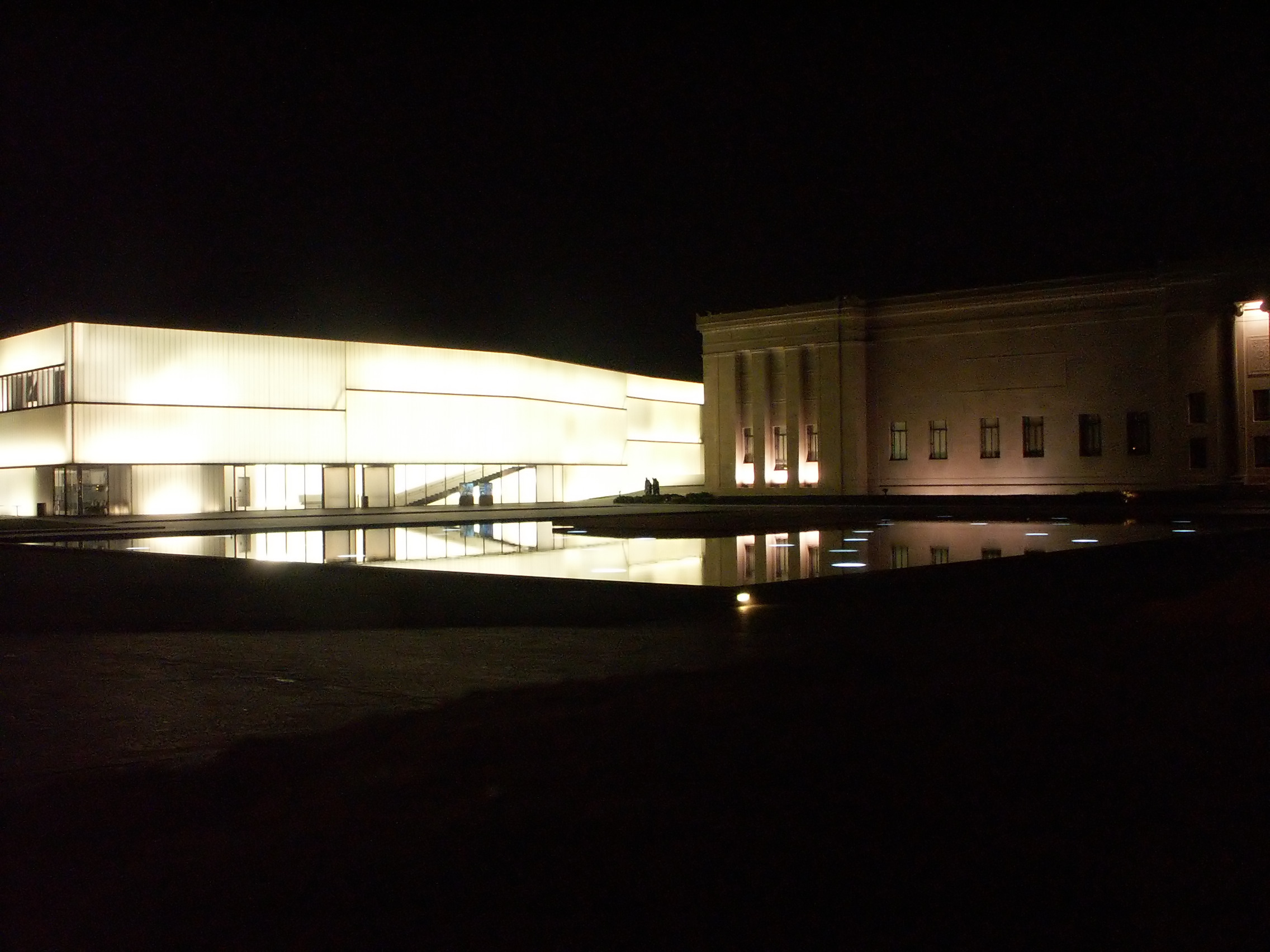
Bloch Addition to Nelson-Atkins Museum i Kansas City
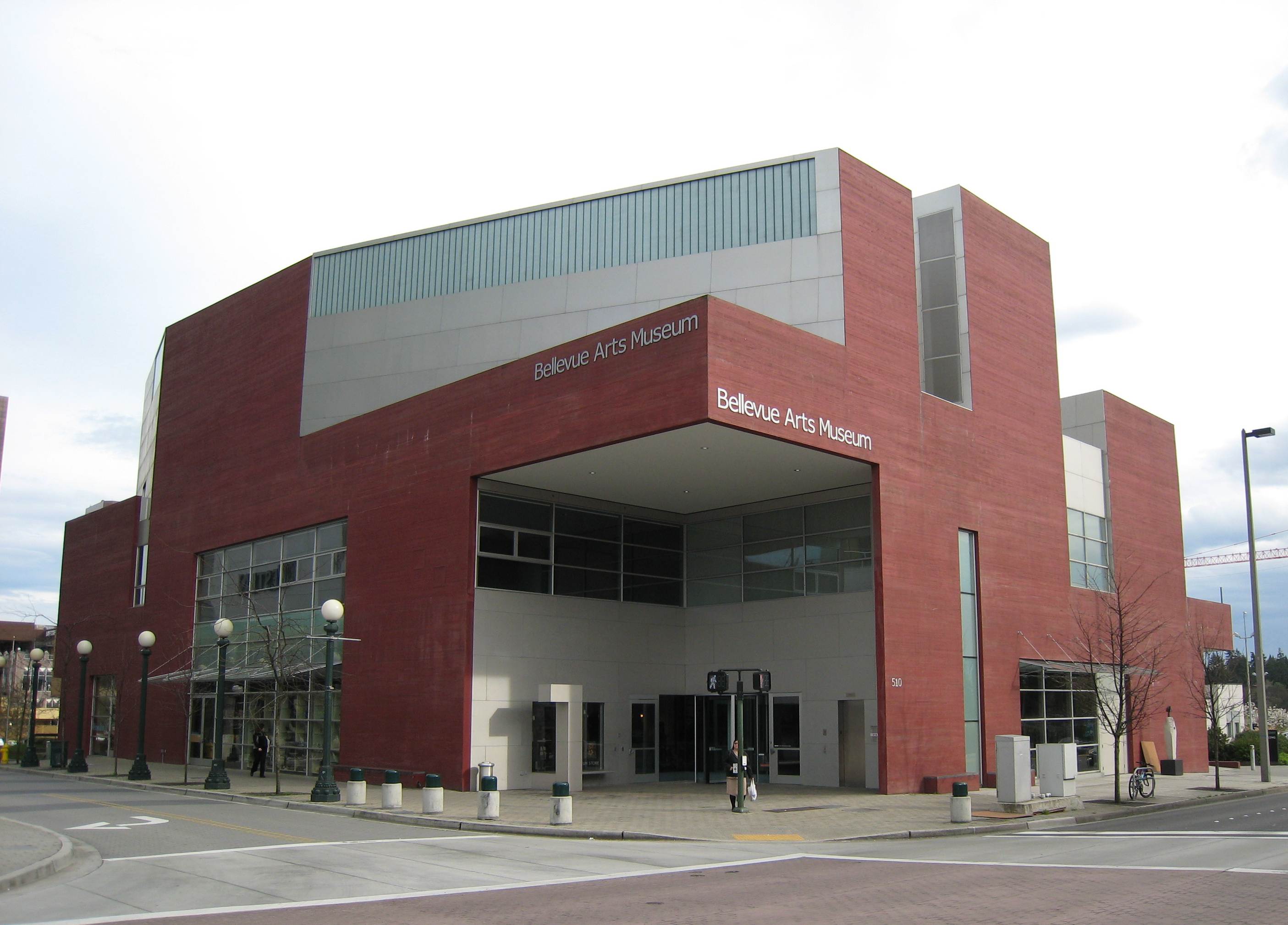
Bellevue Arts Museum, Washington
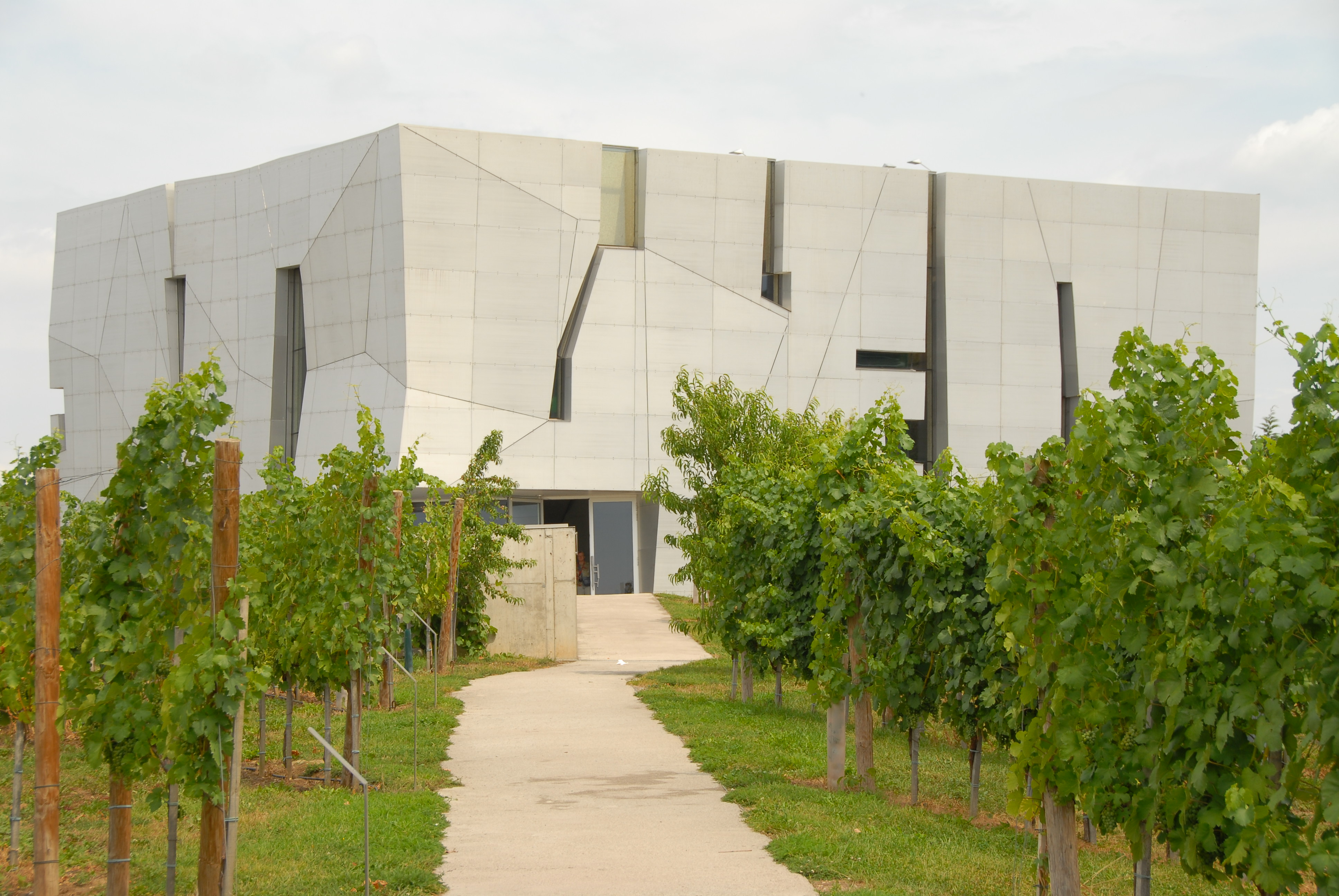
Loisium i Langenlois i Österrike